# Tour de Smailholm
La Tour de Smailholm est une tour fortifiée située aux alentours du village de Smailholm en Écosse, à environ 8 kilomètres à l'ouest de Kelso. C'est une tour telle que celles construites le long de la frontière entre l’Écosse et l'Angleterre, qui servirent initialement de tour de garde (Peel Towers). Sa situation stratégique au sommet du rocher de Lady Hill en fait un point de vue sur l'ensemble de la campagne environnante. La Tour de Smailholm fait partie de Historic Scotland qui en assure l'entretien. En juin 2007, la tour a reçu la récompense maximale de 5 étoiles dans la catégorie « attractions touristiques » de VisitScotland (Site national de tourisme), note détenue par seulement huit autres sites en Écosse.

## Histoire

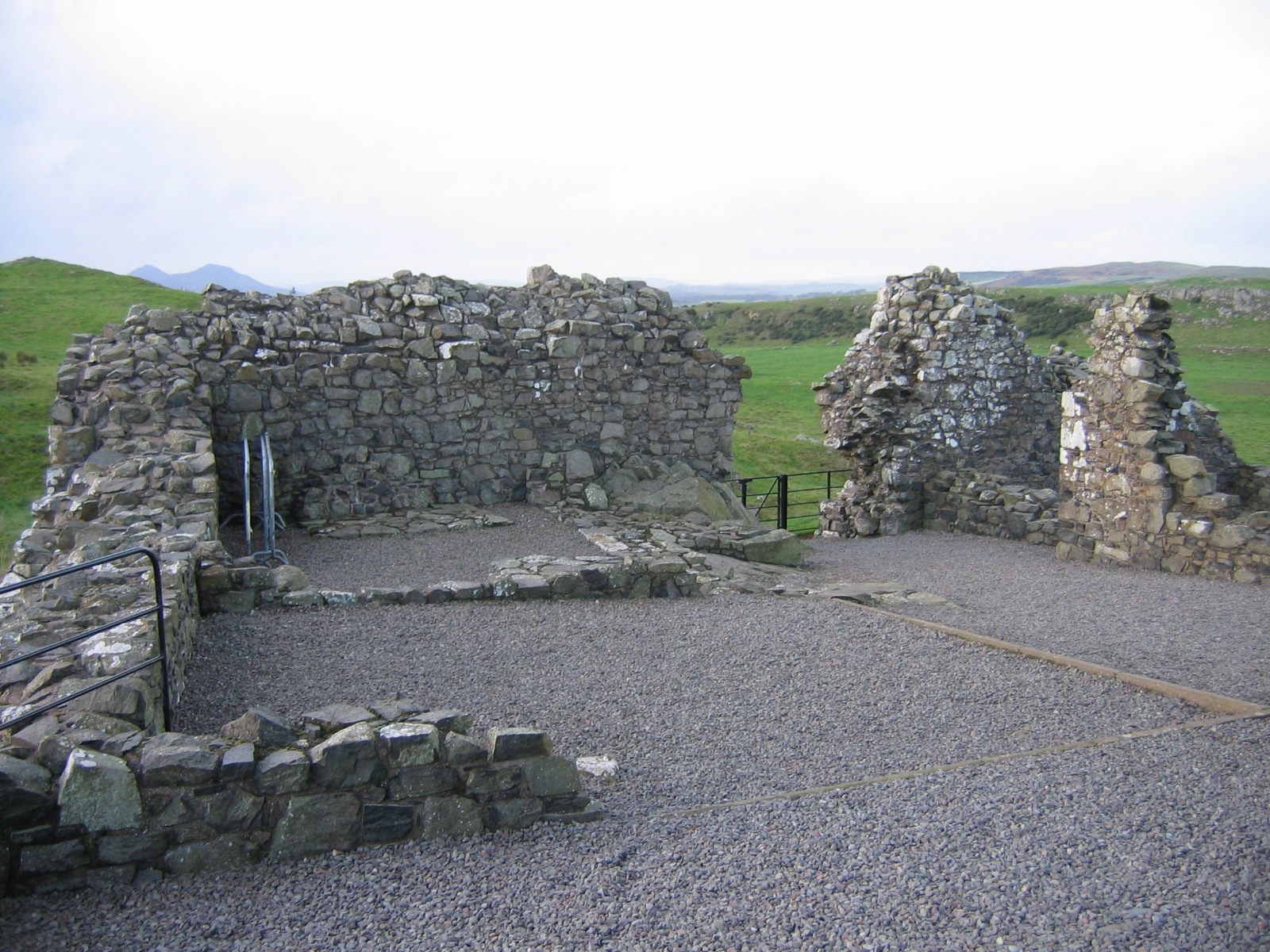
Les ruines du barmkin

La Tour de Smailholm a été construite entre la fin du XVe siècle et le début du XVIe siècle par la famille Pringle. Cette famille, dont le nom original est Hoppringle, vassaux du comte de Douglas, détenait les terres de Smailholm depuis le début du XVe siècle, et s'occupait d'une partie de la forêt de Ettrick au nom de ses suzerains féodaux.
La tour a été pensée, tout comme l'ensemble des tours construites le long de la frontière entre Angleterre et Écosse, pour protéger ses occupants des raids sporadiques des Anglais. Elle a été attaquée par des soldats anglais en 1543, 1544 et 1546, date à laquelle la garnison de Wark Castle a mis la tour à sac en emportant prisonniers et bétail. La tour a été défendue avec succès par Sir Andrew Ker of Greenhead lors de l'attaque anglaise de 1640. 
C'est environ à cette date que la Tour fut transmise aux Scotts of Harden. Les Scotts - ancêtres de Sir Walter - ont restauré la tour, notamment le barmkin (terrasse attachée à la tour où les animaux étaient gardés, et où toutes les activités de la ferme avaient lieu). Au XVIIIe siècle, à la suite du déménagement de la famille à la ferme de Sandyknowe (au pied de la colline), la tour a été laissée à l'abandon. Le dernier propriétaire, le comte de Ellesmere, fit don de la tour à l'État en 1950. Elle a été restaurée et transformée en musée dans les années 1980.

## La Tour

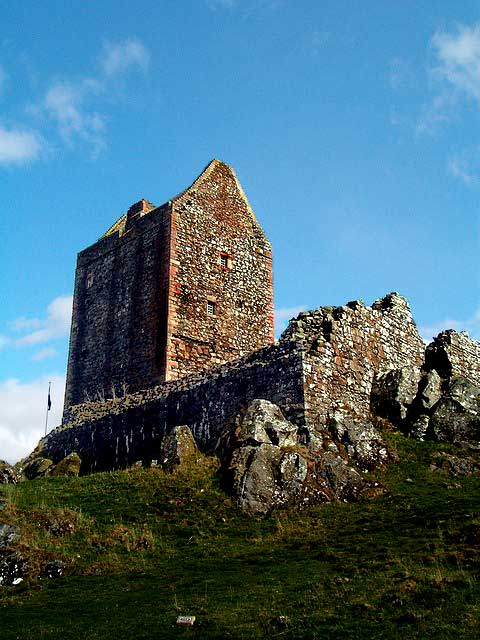
La Tour de Smailholm vue du Nord-Ouest.

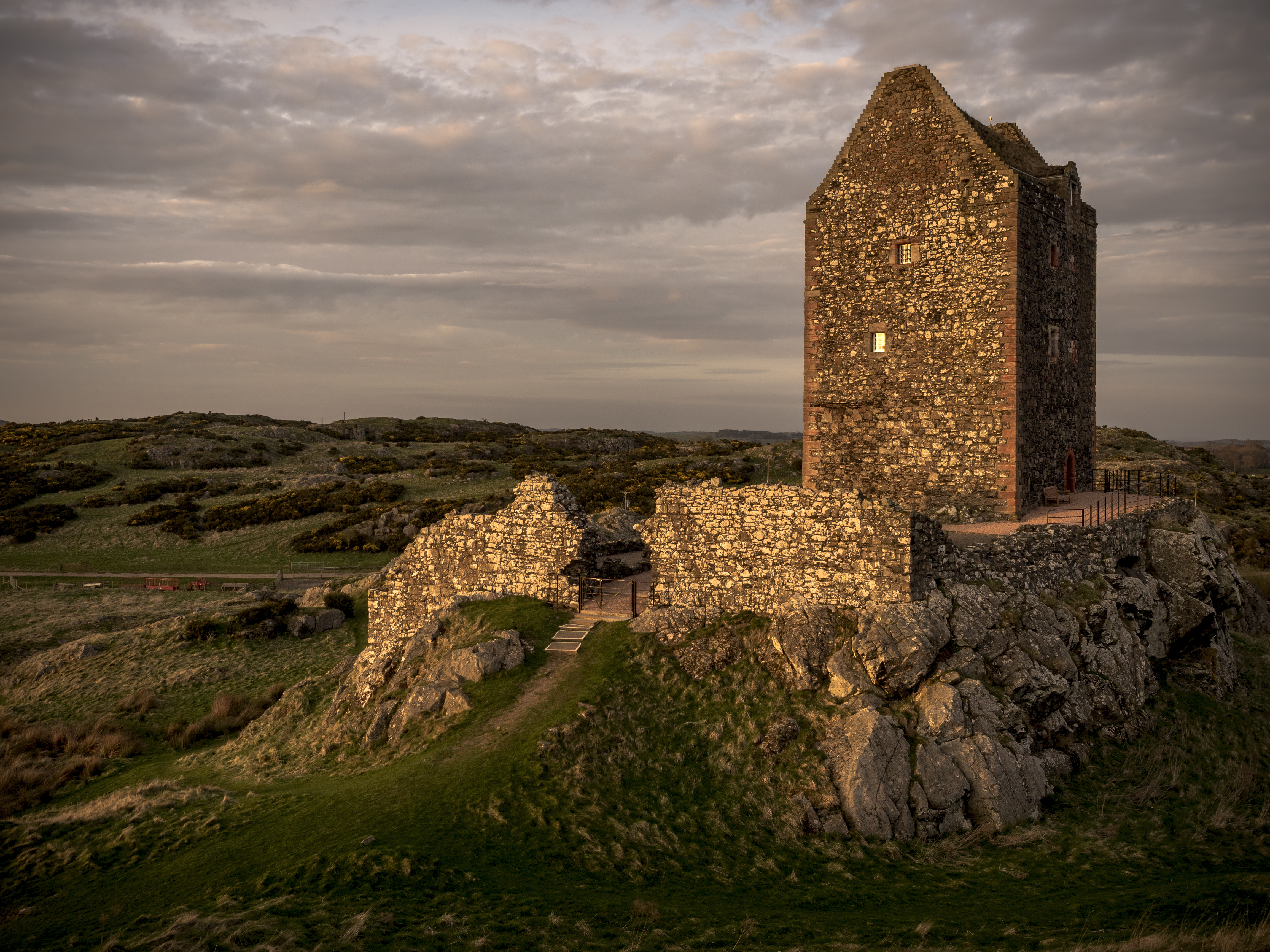
La tour de Smailholm. Avril 2017.

À l'origine, la tour de Smailholm est une tour habitable relativement petite, offrant une surface au sol d'environ 200 m2. elle fut agrandie plus tard, par la construction d'une entrée abritée, et d'une seconde cuisine dans la cour.
La tour rectangulaire s'élève sur quatre étages, au sommet d'un affleurement rocheux. Ses dimensions sont d'environ 12,1 m sur 9,4 m, avec un mur d'enceinte en basalte de 2,4 m d'épaisseur. La cave voutée était originellement divisée en deux par un entresol en bois. La porte, qui compose une grande arche en pierre rouge, se situe sur le côté sud et donne, à droite, sur l'escalier en colimaçon. Suit le hall, avec une cheminée au nord représentant un visage humain sculpté.
Le dernier étage est couvert par un plafond en elliptique en pierre, chose inhabituelle. Le parapet longe les côtés Nord et Sud de la tour de façon discontinue : le côté Nord est interrompu par une cheminée, alors que le parapet Sud comporte une fenêtre. Ces parties hautes de la tour, y compris la meurtrière dans la gâble Ouest servant à protéger la cour, ont été remodelées au XVIIe siècle.
La tour est protégée par les restes d'une cour faisant également office de mur d'enceinte. Dans cette cour ont été retrouvées des traces de dépendances - parmi lesquelles une cuisine de deux pièces et une petite chapelle - dont les restes sont encore visibles. La partie est de la cour comportait un jardin dont il ne reste plus rien aujourd'hui. La partie ouest est mieux conservée, avec des murs s'élevant encore jusqu'au premier étage de la tour.
Un fossé protège l'accès est de la tour, la protection des trois autres côtés étant naturellement assurée par l'affleurement rocheux. Une centaine de mètres au sud ouest de la tour, des travaux de terrassement, prouvent l'existence d'une installation bien plus ancienne, datant probablement de -1000 av. J.-C..
La tour de Smailholm est maintenant destinée à l'exposition d'une grande gamme de figurines illustrant l'histoire de Smailholm et de Walter Scott. Les figurines ont été créées par deux artistes locaux utilisant des techniques de broderie de haute qualité.
Depuis 2006, des expériences ont lieu sur le toit afin de déterminer la méthode d'isolation de l'humidité la plus adaptée à ce genre de bâtiment. Parmi les méthodes testées, on compte l'utilisation de tourbe, ou encore le tapissage de plantes spécifiques.